# His Priceless Treasure
His Priceless Treasure è un cortometraggio del 1913 diretto da Allen Curtis. Prodotto dall'Independent Moving Pictures Co. of America (IMP) e distribuito dall'Universal Film Manufacturing Company, uscì in sala il 4 ottobre 1913.